# Montmorency (wodospad)
Montmorency (ang. Montmorency Falls, fr. Chute Montmorency) – duży wodospad na rzece Montmorency, w prowincji Quebec, w Kanadzie. Wodospad znajduje się na pograniczu Beauport, dzielnicy miasta Québec, i gminy Boischatel, około 12 km od centrum starego miasta Québecu, a najbliższe otoczenie to Parc de la Chute-Montmorency.
Mierzący 84 m wysokości i 46 m szerokości Montmorency jest największym wodospadem prowincji Quebec i jest o 30 m wyższy od wodospadu Niagara. Basen u stóp wodospadu ma 17 m głębokości. Jest to jednocześnie końcowy odcinek rzeki Montmorency, która – spadając z urwiska – uchodzi do Rzeki Świętego Wawrzyńca. Nazwę nadał wodospadowi w roku 1613 Samuel de Champlain, który chciał w ten sposób uczcić Henryka II, księcia Montmorency, który w latach 1620-1625 był wicekrólem Nowej Francji.
Od podnóża do krawędzi wodospadu prowadzą schody pozwalające zwiedzającym na obejrzenie kaskady z kilku różnych poziomów. Można się tam również przedostać kolejką linową. Z jednego brzegu na drugi wiedzie nad krawędzią wodospadu wiszący most. Po wschodniej stronie parku znajdują się pozostałości ziemnego fortu zbudowanego w roku 1759 przez Jamesa Wolfe'a. Desant brytyjski poniżej Québecu został odparty przez Louisa de Montcalma właśnie u podnóża wodospadu Montmorency, przy czym zginęło 440. żołnierzy. Ostateczne zwycięstwo przyniosło Brytyjczykom sforsowanie klifu i zaskakujące natarcie z podnóży Równiny Abrahama.
Wodospad był miejscem, gdzie rozgrywała się kluczowa scena nakręconego w roku 1947 filmu Whispering City.
Poeta John Keats uwiecznił wodospad w poemacie zatytułowanym Sleep and Poetry w roku 1816.